# Luca Lechthaler
Luca Lechthaler (* 23. Januar 1986 in Trient) ist ein ehemaliger italienischer Basketballspieler.

## Werdegang
Der aus Mezzocorona stammende Lechthaler spielte als Jugendlicher Handball und begann in Bozen mit dem Basketballsport.
In der Saison 2002/03 gab er bei Mens Sana Basket Siena seinen Einstand in der italienischen Serie A. 2004, 2007, 2009, 2012 und 2013 wurde Lechthaler mit Siena italienischer Meister, war 2009, 2012 und 2013 ebenfalls Gewinner des italienischen Pokalwettbewerbs sowie 2008 und 2011 Supercup-Sieger.
Er stand insgesamt zwischen 2003 und 2013 in Siena unter Vertrag und wurde in dieser Zeit mehrmals an andere Mannschaften verliehen. 2013 wechselte er zum Verein Aquila Basket Trento, bei dem er mit Ausnahme der Saison 2014/15 bis 2020 spielte.

### Nationalmannschaft
Lechthaler war italienischer Nationalspieler in den Wettkampfklassen U18 und U20. In beiden Altersbereichen nahm er an Europameisterschaften teil.